# Schetar-Bosnai
Schetar-Bosnai war ein persischer Beamter zur Zeit des Königs Darius, der in der Bibel im Buch Esra erwähnt wird.

## Erwähnung in der Bibel
Laut Esra 5 und 6 kam Schetar-Bosnai zusammen mit dem Statthalter Tattenai nach Jerusalem als dort der Neubau des Tempels, der durch Nebusaradan bei der Eroberung der Stadt zerstört worden war, lief. Auf ihre Frage, wer den Bau befohlen habe, erhielten sie zur Antwort, dass König Kyros dies angeordnet habe, als er die Juden aus dem Exil zurückkehren ließ. Daraufhin schrieben sie einen Brief an König Darius und baten um eine Klärung des Sachverhalts. In der Festung Achmeta wurde dann tatsächlich eine Schriftrolle gefunden, die dies bestätigte. König Darius befahl deshalb kam Tattenai, Schetar-Bosnai und ihren Leuten, dass sie den Tempelbau nicht behindern sollten. Dieser Befehl wurde von ihnen genau befolgt, so dass der Tempel im sechsten Jahr der Herrschaft des Darius (515 v. Chr.) vollendet werden konnte.